# Renouveau français
Renouveau français (RF) (‚französisches Wiederaufleben‘) ist eine nationalistische und rechtsextreme Kleinpartei in Frankreich. Sie versteht sich „französisch-nationalistisch“, „konterrevolutionär“ und „katholisch inspiriert“. Damit steht sie in der Tradition der französischen Rechten, die sich auf die Tradition der katholischen französischen Monarchie beruft; die Errungenschaften der Französischen Revolution wie Liberalismus, Laizismus und parlamentarische Demokratie werden abgelehnt. Ihr Emblem ist eine stilisierte Lilie (Fleur-de-Lis). Die Partei, die einige hundert Mitglieder zählt, wurde im November 2005 gegründet und vereinigt Bürger und Bürgerinnen aus verschiedenen Bewegungen der nationalistischen Rechten.
Renouveau français „strebt einen nationalistischen, christlichen und sozialen Staat“ an. Ihre strategische Ausrichtung zielt vor allem auf die Schulung der Jugend, für die sie Konferenzen und Schulungen veranstaltet. Für die Präsidentschaftswahlen 2007 rief sie ihre Anhänger zur Wahl von Jean-Marie Le Pen auf, stellte aber die französische Demokratie und das Wahlsystem grundsätzlich infrage.
Anlässlich der Wahl eines Nachfolgers an der Spitze des Front National im Januar 2011 setzte sich die Gruppierung für Bruno Gollnisch ein und gegen die am Ende erfolgreiche Marine Le Pen, die als zu gemäßigt und zu demokratisch wahrgenommen wurde. Aufgrund der inhaltlichen Neuausrichtung der Partei entfernte sich Renouveau français zunehmend vom Front National. Die Partei setzt sich für ein „Europa der Vaterländer“ auf christlicher Grundlage ein und bekämpft die muslimische Zuwanderung. Aus diesem Grund unterstützt sie auch die Vereinigung Fraternité franco-serbe, die für die Interessen der serbischen Bevölkerung im Kosovo und gegen dessen Unabhängigkeit kämpft. 2012 wurde sie Mitglied der neu gegründeten Union de la droite nationale.
Zusammen mit anderen rechtsextremen Parteien wie der Nationaldemokratischen Partei Deutschlands, der griechischen Chrysi Avgi und der rumänischen Noua Dreaptă bildet sie die Europäische Nationale Front. Delegationen dieser ausländischen Gruppierungen empfängt der Renouveau français auch regelmäßig auf ihren Parteitagen. Im Juni 2007 nahmen Vertreter der Partei in Bukarest an Feierlichkeiten zum 80-jährigen Jubiläum der Gründung der faschistischen Eisernen Garde von Corneliu Zelea Codreanu teil, auf die sich die Noua Dreaptă beruft.